# 17
17 (XVII) var ett normalår som började en fredag i den julianska kalendern.

## Händelser

### Okänt datum
- Germanicus inleder militära fälttåg österut.
- Kappadokien (i Mindre Asien) blir en romersk provins.
- Sejanus blir praetorianprefekt.
- Livius publicerar bokverket Ab Urbe Condita ("Roms historia sedan dess grundläggning") i 142 volymer.
- Ett inbördeskrig utbryter i Germanien.
- En jordbävning i Mindre Asien förstör staden Sardis.

## Avlidna
- 20 mars – Ovidius, romersk poet (eller år 18)
- Titus Livius, romersk historiker
- Gaius Julius Hyginus, romersk författare